# Loppersum
Loppersum (phát âmⓘ) là một đô thị ở đông bắc Hà Lan, thuộc tỉnh Groningen.

## Các trung tâm dân cư
Eekwerd, Eekwerderdraai, Eenum, Fraamklap, Garrelsweer, Garsthuizen, Hoeksmeer, Honderd, Huizinge, Kolhol, Leermens, Loppersum, Lutjerijp, Lutjewijtwerd, Merum, Middelstum, Oosterwijtwerd, Startenhuizen, Stedum, Stork, Toornwerd, Westeremden, Westerwijtwerd, Wirdum, Wirdumerdraai, 't Zandt, Zeerijp và Zijldijk.